# 新闻自由掠夺者
新闻自由掠夺者（英語：Predator of press freedom）由国际新闻自由组织“无国界记者”发表，举列出损害新闻自由的国家元首和政府首脑、情報機構、宗教领袖以及恐怖、武装（国家正规军队也可能包括在内）和犯罪组织的名字。无国界记者组织称这些人和组织“不能容忍媒体，将媒体视为敌人，甚至直接攻击新闻记者。他们有权有势、危险残暴且目无法纪”。

## 历届新聞自由掠奪者名單

### 1992年至1996年
1992至1996年新聞自由掠奪者主要名單包括：

| - 鄧小平， 中国共产党和 中华人民共和国第二代領導人 - 賈梅·茲土尼， 阿尔及利亚伊斯蘭武裝集團頭目 - 薩尼·阿巴查， 奈及利亞總統 - 梅苏特·耶尔马兹， 土耳其總理 | - 埃莫馬利·拉赫蒙， 總統 - 蘇哈托， 印度尼西亞總統 - 菲德爾·卡斯楚， 古巴共產黨第一書記、國務委員會主席 - 法赫德·本·阿卜杜勒-阿齐兹·阿勒沙特， 沙烏地阿拉伯國王 | - 丹尼尔·阿拉普·莫伊， 總統 - 弗拉基米爾·梅恰爾， 斯洛伐克總理 |

### 2000年
2000年新聞自由掠奪者主要名單包括：

| - 江澤民， 中国共产党總書記、 中华人民共和国主席 - 福迪·桑科， 革命聯合陣線主席 - 阿里·哈梅內伊， 伊朗最高領導人 - 斯洛博丹·米洛舍維奇， 南斯拉夫總統 | - 宰因·阿比丁·班·阿里， 突尼西亞總統 - 努爾蘇丹·納扎爾巴耶夫， 總統 - 菲德爾·卡斯楚， 古巴共產黨第一書記、國務委員會主席 - 若澤·愛德華多·多斯·桑托斯， 安哥拉總統 | - 藤森謙也， 秘魯總統 |

### 2001年
2001年新聞自由掠奪者主要名單包括：

| - 阿里·哈梅內伊， 伊朗最高領導人 - 查爾斯·泰勒， 利比里亚總統 - 江澤民， 中国共产党總書記、 中华人民共和国主席 - 羅伯特·穆加貝， 辛巴威總統 - 弗拉基米爾·普京， 俄羅斯總統 | - 卡洛斯·卡斯塔诺·吉尔， 哥伦比亚軍閥 - 列昂尼德·庫奇馬， 乌克兰總統 - 菲德爾·卡斯特羅， 古巴共產黨第一書記、國務委員會主席 - 宰因·阿比丁·班·阿里， 突尼西亞總統 |

### 2009年至2011年
2009至2011年新闻自由掠夺者名单包括：

| - 胡锦涛， 中国共产党總書記、 中华人民共和国主席 - 金正日， 最高領導人、朝鮮勞動黨總書記 - 農德孟， 越南共產黨總書記 - 勞爾·卡斯楚， 古巴共產黨第二書記、國務委員會主席 - 丹瑞， 緬甸军政府主席 - 朱馬利·賽雅貢， 人民革命黨總書記、國家主席 - 阿里·哈梅內伊， 伊朗最高領袖 - 艾哈迈迪内贾德， 伊朗總統 - 阿卜杜拉·賓·阿卜杜勒-阿齊兹·阿紹德， 沙烏地阿拉伯國王 - 哈迈德·本·伊萨·本·萨勒曼·阿勒哈利法， 巴林國王 - 巴沙爾·阿薩德， 叙利亚總統 - 穆阿邁爾·卡達菲， 大阿拉伯利比亚人民社会主义民众国領導人 - 宰因·阿比丁·本·阿里， 突尼西亞總統 - 阿里·阿卜杜拉·薩利赫， 葉門總統 | - 保羅·卡加梅， 卢旺达總統 - 葉海亞·賈梅， 總統 - 羅伯·穆加貝， 辛巴威總統 - 阿費沃爾基， 總統 - 特奧多羅·奧比昂·恩圭馬·姆巴索戈， 赤道几内亚總統 - 恩史瓦帝三世， 國王 - 弗拉基米爾·普京， 俄羅斯总理 - 库尔班古力·别尔德穆哈梅多夫， 總統 - 納扎爾巴耶夫， 總統 - 卡里莫夫， 總統 - 伊利哈姆·阿利耶夫， 總統 - 拉賈帕克薩兄弟， 斯里蘭卡總統及國防部長 - 普拉巴卡蘭， 泰米爾伊拉姆叛軍總司令 - 拉姆赞·卡德罗夫， 车臣共和国总统 | - 穆罕默德·奧馬爾， 阿富汗伊斯蘭酋長國埃米爾 - 塔里克·卡邁勒， 埃及通信和信息技術部部長 - 阿卜杜勒·侯賽因·穆罕默德， 信息和通信部部長 - 奈及利亞國家安全局 - 奈及利亞警隊 - 以色列國防軍 - 巴勒斯坦哈馬斯 - 巴勒斯坦安全部隊 - 巴斯克分離主義組織埃塔 - 墨西哥錫納羅亞販毒集團 - 哥伦比亚革命人民軍 - 哥伦比亚黑鷹販毒集團 |

### 2013年
2013年5月，无国界记者發表的「新聞自由掠奪者」列表中包含了39人和組織，其中包括：

| - 习近平， 中国共产党總書記、 中华人民共和国主席 - 阮富仲， 越南共產黨總書記 - 金正恩， 最高領導人、朝鮮勞動黨委員長 - 勞爾·卡斯楚， 古巴共產黨第一書記、國務委員會主席 - 弗拉基米爾·普京， 俄羅斯總統 - 亞歷山大·盧卡申科， 白俄羅斯總統 - 阿里·哈梅內伊， 伊朗最高領袖 - 马哈茂德·艾哈迈迪内贾德， 伊朗總統 - 阿卜杜拉·本·阿卜杜勒-阿齐兹·阿勒沙特， 沙烏地阿拉伯國王 - 哈迈德·本·伊萨·本·萨勒曼·阿勒哈利法， 巴林國王 - 巴沙尔·阿萨德， 叙利亚總統 - 羅伯特·穆加貝， 辛巴威總統 | - 阿費沃爾基， 總統 - 特奧多羅·奧比昂·恩圭馬·姆巴索戈， 赤道几内亚總統 - 葉海亞·賈梅， 總統 - 恩史瓦帝三世， 國王 - 保羅·卡加梅， 卢旺达總統 - 伊利哈姆·阿利耶夫， 總統 - 瓦西夫·塔里博夫， 議長 - 米格尔·法库塞·巴尔朱姆， 財閥、奸商 | - 巴基斯坦三軍情報局 - 以色列國防軍 - 巴勒斯坦哈馬斯 - 巴勒斯坦安全部隊 - 埃及穆斯林兄弟會 - 義大利黑手黨 - 墨西哥販毒集團洛斯哲塔斯 - 哥伦比亚海灣販毒集團 - 菲律賓民兵 - 尼泊尔軍閥 - 馬爾地夫極端宗教組織 - 俾路支斯坦解放軍 - 尼日利亞博科聖地 - 索馬利亞青年黨 - 努斯拉陣線 |

### 2016年
2016年新聞自由掠奪者名單包括：

| - 伊斯蘭國 - 习近平， 中国共产党總書記、 中华人民共和国主席 - 金正恩， 最高領導人、朝鮮勞動黨委員長 - 李顯龍， 新加坡總理 - 阮富仲， 越南共產黨總書記 - 勞爾·卡斯楚， 古巴共產黨第一書記、國務委員會主席 - 弗拉基米爾·普京， 俄羅斯總統 - 拉姆贊·卡德羅夫， 车臣共和国總統 - 亞歷山大·盧卡申科， 白俄羅斯總統 - 伊利哈姆·阿利耶夫， 總統 - 库尔班古力·别尔德穆哈梅多夫， 總統 - 納扎爾巴耶夫， 總統 - 阿卜杜拉·本·阿卜杜勒-阿齐兹·阿勒沙特， 沙烏地阿拉伯國王 - 哈迈德·本·伊萨·本·萨勒曼·阿勒哈利法， 巴林國王 | - 阿里·哈梅內伊， 伊朗最高領袖 - 巴沙爾·阿薩德， 叙利亚總統 - 穆加貝， 辛巴威總統 - 阿費沃爾基， 總統 - 特奧多羅·奧比昂·恩圭馬·姆巴索戈， 赤道几内亚總統 - 阿卜杜勒-法塔赫·塞西， 埃及總統 - 帕拉育·詹歐查， 泰國總理 - 雷傑普·艾爾多安， 土耳其總統 - 尼古拉斯·馬杜羅， 委內瑞拉總統 - 巴希爾， 苏丹總統 - 薩爾瓦·基爾·馬亞爾迪特， 南蘇丹總統 - 保羅·卡加梅， 卢旺达總統 - 約瑟夫·卡比拉， 刚果民主共和国總統 - 葉海亞·賈梅， 總統 | - 皮埃爾·恩庫倫齊扎， 總統 - 巴基斯坦三軍情報局 - 塔利班 - 安薩魯拉聖戰軍 - 葉門胡塞武裝組織 - 墨西哥販毒集團洛斯哲塔斯 - 索馬利亞青年黨 |

### 2021年
2021年7月，无国界记者發表的「新聞自由掠奪者」列表中包括：

| - 习近平， 中国共产党總書記、 中华人民共和国主席 - 林鄭月娥， 香港行政長官、國安委主席 - 金正恩， 最高領導人、 總書記 - 李顯龍， 新加坡總理 - 阮富仲， 越南共產黨總書記 - 洪森， 柬埔寨總理 - 帕拉育·詹歐查， 泰國總理 - 敏昂來， 緬甸軍政府領導人、國防軍總司令 - 羅德里戈·杜特蒂， 菲律賓總統 - 納倫德拉·莫迪， 印度總理 - 伊姆蘭·汗， 巴基斯坦總理 - 謝赫·哈西娜， 總理 - 戈塔巴雅·拉賈帕克薩， 斯里蘭卡總統 | - 弗拉基米爾·普京， 俄羅斯總統 - 拉姆贊·卡德羅夫， 车臣共和国總統 - 亞歷山大·盧卡申科， 白俄羅斯總統 - 奧班·維克多， 匈牙利總理 - 雷傑普·艾爾多安， 土耳其總統 - 伊利哈姆·阿利耶夫， 總統 - 库尔班古力·别尔德穆哈梅多夫， 總統 - 埃莫馬利·拉赫蒙， 總統 - 阿里·哈梅內伊， 伊朗最高領袖 - 薩勒曼·賓·阿卜杜勒-阿齊茲·阿勒沙特， 沙烏地阿拉伯國王 - 穆罕默德·本·薩勒曼， 沙烏地阿拉伯王儲 - 哈迈德·本·伊萨·本·萨勒曼·阿勒哈利法， 巴林國王 - 巴沙爾·阿薩德， 叙利亚總統 | - 薩爾瓦·基爾·馬亞爾迪特， 南蘇丹總統 - 阿費沃爾基， 總統 - 伊斯梅爾·奧馬爾·蓋萊， 總統 - 特奧多羅·奧比昂·恩圭馬·姆巴索戈， 赤道几内亚總統 - 保羅·卡加梅， 卢旺达總統 - 保羅·比亞， 喀麦隆總統 - 約韋里·穆塞韋尼， 乌干达總統 - 阿卜杜勒-法塔赫·塞西， 埃及總統 - 米格尔·迪亚斯-卡内尔， 古巴共產黨第一書記、國家主席 - 丹尼爾·奧蒂嘉， 尼加拉瓜總統 - 尼古拉斯·馬杜羅， 委內瑞拉總統 - 雅伊爾·博爾索納羅， 巴西總統 |